# Amtsgericht Langenhagen
Das Amtsgericht Langenhagen war ein Gericht der ordentlichen Gerichtsbarkeit mit Sitz in Langenhagen. Es bestand von 1852 bis 1859.
Nach der Revolution von 1848 wurde im Königreich Hannover die Rechtsprechung von der Verwaltung getrennt und die Patrimonialgerichtsbarkeit abgeschafft.
Das Amtsgericht wurde daraufhin mit der Verordnung vom 7. August 1852 die Bildung der Amtsgerichte und unteren Verwaltungsbehörden betreffend als königlich hannoversches Amtsgericht gegründet.
Es umfasste das Amt Langenhagen, zu dem neben Langenhagen und den umliegenden Ortschaften auch Teile von Hannover und Garbsen gehörten. Das Amtsgericht war dem Obergericht Hannover untergeordnet.
Das Amtsgericht wurde 1859 aufgehoben. Sein Gerichtsbezirk wurde dem des Amtsgerichts Hannover zugeordnet.